# Höfer (Familienname)
Höfer oder Hoefer ist ein deutscher Familienname.

## Namensträger

### A
- Adolf Höfer (1869–1927), deutscher Maler, Zeichner und Grafiker
- Albert Höfer (Pfarrer) (1802–1857), schwäbischer katholischer Pfarrer und Komponist
- Albert Höfer (Sprachforscher) (1812–1883), deutscher Sprachforscher
- Albert Höfer (Gestaltpädagoge) (1932–2022), österreichischer Universitätsprofessor, Gestaltpädagoge, Priester, Theologe und Psychotherapeut
- Alexander Höfer (1877–1937), deutscher Bildhauer
- Alfons Höfer (1937–2020), deutscher Priester, Jesuitenprovinzial und Akademiedirektor
- Alfred Höfer (* 1928), deutscher Fußballspieler
- Andreas Höfer (Sporthistoriker) (* 1960), deutscher Sporthistoriker
- Andreas Höfer (* 1964), deutscher Kameramann
- Anita Höfer (* 1944), deutsche Schauspielerin
- Anja Höfer (* 1971), deutsche Journalistin und Fernsehmoderatorin
- Anna Höfer (* 1986), deutsche Fußballspielerin
- Anton Höfer (Musiker) (1764–1837), deutscher Lehrer und Kirchenmusiker
- Anton Höfer (General) (1871–1949), österreichisch-ungarischer General und Minister

### B
- Ben Höfer (* 1990), deutscher Surfer
- Bernd Hoefer (* 1905), deutscher Politiker (NSDAP)
- Botho Höfer (1880–1958), deutscher Filmarchitekt

### C
- Candida Höfer (* 1944), deutsche Fotografin
- Carsten Höfer (* 1969), deutscher Kabarettist und Schauspieler
- Charlie Hoefer (1921–1983), deutscher Basketballspieler
- Christian Höfer (1922–1988), deutscher Kommunalpolitiker (SPD)

### D
- Dirk Höfer (* 1961), deutscher Humanbiologe und Forscher

### E
- Edmund Hoefer (1819–1882), deutscher Schriftsteller
- Edmund Höfer (1933–2014), deutscher Presse- und Kunstfotograf
- Emil Höfer (Graveur) (1815–nach 1850), deutscher Stahlstecher
- Emil Höfer (Schauspieler) (1864–1940), deutscher Schauspieler
- Ernst Höfer (1879–1931), deutscher Politiker

### F
- Ferdinand Höfer (1811–1878), deutsch-französischer Arzt, Lexikograf und Schriftsteller
- Franz Höfer (* 1980), österreichischer Triathlet
- Franz Höfer von Feldsturm (1861–1918), österreich-ungarischer Feldmarschallleutnant
- Friedel Hoefer (1883–1960), deutsche Porträt- und Landschaftsmalerin
- Friedrich Höfer (Geistlicher) (1915–2002), deutscher protestantischer Geistlicher
- Friedrich Höfer (Bildhauer) (* 1940), deutscher Bildhauer
- Fritz Höfer (1902–1983), deutscher Landrat

### G
- Gerald Höfer (* 1960), deutscher Schriftsteller
- Gerd Höfer (* 1943), deutscher Politiker (SPD)
- Gertrud Strauss-Höfer (1901–1970), deutsche Violinistin und Opfer des NS-Regimes
- Gottfried Höfer (1931–1983), deutscher Maler und Grafiker

### H
- Hans Höfer (Tiermediziner) (1886–1952), deutscher Veterinärmediziner
- Hans Höfer (Fußballtrainer) (1911–nach 1965), deutscher Fußballspieler und -trainer
- Hans Höfer (Naturbahnrodler), deutscher Naturbahnrodler
- Hans Höfer von Heimhalt (1843–1924), österreichischer Montangeologe
- Harry Höfer (1921–2007), deutscher Komponist
- Heijo Höfer (* 1953), deutscher Jurist und Politiker (SPD)
- Heinrich Höfer (1825–1878), deutscher Landschafts- und Portraitmaler
- Heinz Hoefer (1915–2013), deutscher Politiker (SPD)
- Hermann Hoefer (1868–1945), deutscher Widerstandskämpfer
- Hermann Höfer (1934–1996), deutscher Fußballspieler und -funktionär
- Horst Höfer (1876–1961), deutscher Lehrer und Landwirt
- Hubert Franz Hoefer (1728–1795), deutscher Apotheker und Chemiker

### I
- Imme Hoefer-Purkhold (1919–2008), deutsche Bildhauerin und Grafikerin
- Irmgard Höfer von Feldsturm (Irma von Höfer; 1865–1919), österreichische Schriftstellerin

### J
- Johann Bernhard von Höfer (1713–1784), preußischer Oberst
- Johann Cyriacus Höfer (~1605–1667), deutscher evangelischer Pfarrer und Schriftsteller
- Johann Gottfried Hoefer (1719–1796), deutscher Museumsdirektor und Hofrat
- Josef Höfer (1896–1976), deutscher Theologe
- Julius Höfer (* 1992), deutscher Volleyballspieler

### K
- Karl Höfer (Revolutionär) (1819–1849), deutscher Revolutionär
- Karl Hoefer (1862–1939), deutscher Generalleutnant
- Karl Höfer (Fußballspieler) (1925–1990), österreichischer Fußballspieler
- Karlgeorg Hoefer (1914–2000), deutscher Typograf und Kalligraf
- Karlheinz Höfer (* 1950), deutscher Fußballspieler

### M
- Marion Eckertz-Höfer (* 1948), deutsche Juristin, Präsidentin des Bundesverwaltungsgerichts
- Martin Höfer (* 1982), deutscher Konzept- und Medienkünstler
- Mathias Höfer (auch Matthias Höfer; 1754–1826), österreichischer Theologe, Jurist und Sprachforscher
- Max A. Höfer (* 1959), deutscher Politikwissenschaftler und Ökonom
- Michael Höfer (* 1986), Schweizer Skeletonsportler

### N
- Neithart Höfer-Wissing (* 1956), deutscher Diplomat

### O
- Otto Höfer (1861–1919), deutscher Gymnasiallehrer und Altphilologe

### P
- Paul Höfer (Prähistoriker) (1845–1914), deutscher Archäologe, Pädagoge und Historiker
- Paul Höfer (Maler) (1868–1943), deutscher Maler und Grafiker
- Paul Höfer (Pokerspieler) (Paul Jürgen Höfer; * 1991), deutscher Pokerspieler
- Peter Höfer (Schauspieler) (1912–?), deutscher Schauspieler
- Peter Höfer (Unternehmer) (1938–2009), deutscher Unternehmer
- Petra Höfer (1963–2017), deutsche Journalistin und Filmemacherin

### R
- Regina Höfer (* 1947), deutsche Leichtathletin
- Rena Wandel-Hoefer (* 1959), deutsche Architektin und Stadtplanerin
- Renate Höfer (* 1941), deutsche Pädagogin und Psychologin
- Rudolf Höfer (General) (1892–1961), deutscher Generalmajor
- Rudolf Höfer (Mediziner) (1923–2023), österreichischer Mediziner
- Rudolf Karl Höfer (* 1951), österreichischer Theologe

### S
- Siegfried Höfer (1931–2019), deutscher Maler
- Silvia Höfer (* 1956), deutsche Hebamme und Autorin

### U
- Ulrich Hoefer (1861–1932), deutscher Klassischer Philologe und Gymnasiallehrer
- Ulrich Höfer (* 1957), deutscher Physiker
- Uwe Höfer (* 1959), deutscher Fußballspieler

### W
- Walter Hoefer (1908–1989), deutscher Internist und Hochschullehrer
- Werner Höfer (1913–1997), deutscher Journalist
- Werner Höfer (Architekt) (* 1941), österreichischer Architekt
- Wilhelm Hoefer (1928–2001), deutscher Künstler und Kunstpädagoge
- Wolfgang J. R. Hoefer (* 1941), deutscher Ingenieur